# Кавія
Кавія, або морська свинка, або мурча́к — рід гризунів родини Кавієві поширений в Латинській Америці від північної Колумбії до центральної частини Аргентини. Кавії належать до групи немишовидних гризунів.

## Назва
Португальське слово «cavia» походить від португальського «savia», а воно від слова «sawiya» або «sabúia», яке мовою корінних бразильців, знаною як тупійська, означає «сімейство щурів». Назва «мурчак» походить з польської «morszchak», яка в свою чергу є неповною калькою з німецької «Meerschwein» — «морська свиня». За іншою версією «мурчаком» тварина названа за здатність видавати звуки, схожі на мурчання.

## Характеристики роду
Зубна формула: I 1/1, C 0/0, P 1/1, М 3/3 в цілому 20 зубів. Тіло товсте, морда коротка, очі великі, вуха короткі, заокруглені. Ноги короткі: на передніх — чотири пальці, на задніх — три, без плавальних перетинок. Хвоста немає. Живляться різноманітним рослинним матеріалом. Живуть у норах чи інших заглибленнях, які вони утворять чи знайдуть.

## Систематика
- Рід Cavia — Кавія, або «морська свинка»
  - Вид Cavia aperea — Кавія бразильська
  - Вид Cavia fulgida — Кавія блискуча
  - Вид Cavia intermedia — Кавія середня
  - Вид Cavia magna — Кавія велика
  - Вид Cavia tschudii — Кавія гірська
  - Вид Cavia porcellus — Кавія свійська, кавія звичайна